# نادي العلا (السيدات)
نادي العلا لكرة القدم للسيدات هو نادٍ محترف لكرة القدم النسائية في السعودية، يقع مقره في العلا، منطقة المدينة المنورة. يلعب النادي في الدوري السعودي الممتاز للسيدات، قمة دوريات كرة القدم النسائية في السعودية.
حقق نادي العلا إنجازًا لافتًا بالصعود إلى الدوري الممتاز في موسمه الأول.

## التاريخ
تأسس فريق العلا للسيدات عام 2023، وبدأ رحلته في مايو بإجراء تجارب أداء اللاعبات، بعد تعيين المدرب الأردني علاء أبو قشة. انطلقت تدريبات الفريق في منتصف يوليو، استعدادًا للمشاركة في دوري الدرجة الأولى للسيدات في نوفمبر، بهدف تقديم أداء يلبي التطلعات العالية. عزز النادي صفوفه قبل انطلاق الدوري بضم خمس لاعبات أجنبيات، أبرزهن لاعبتان دوليتان من أوروبا، البوسنية سلمى كابيتانوفيتش والكرواتية فاتجيسا جيجولاج، في سابقة هي الأولى من نوعها في الدوري السعودي. دخل النادي التاريخ بفوزه الساحق في مباراته الرسمية الأولى على أُحد بنتيجة 14-0، في مباراة انتهت قبل وقتها الأصلي بسبب نقص عدد لاعبات الفريق الخصم.
واصل العلا تألقه في دور المجموعات، محققًا سبعة انتصارات وتعادل وحيد، وبسجل خالٍ من الهزائم، ليضمن مقعدًا في المراحل النهائية. وفي الأدوار الإقصائية، تفوق العلا على البيراق بخماسية نظيفة، وتعادل مع أبها بهدف لمثله، ليحجز مقعده في نصف النهائي. وفي 10 مارس 2024، حقق العلا حلم الصعود إلى الدوري الممتاز للسيدات، متجاوزًا الأمل بثلاثية نظيفة في نصف النهائي.
تُوّج العلا بلقب دوري الدرجة الأولى بعد فوزه المثير على الترجي بركلات الترجيح في المباراة النهائية، ليدوّن اسمه كثاني فريق يحقق هذا الإنجاز.

## اللاعبات

### التشكيلة الحالية
آخر تحديث 27 سبتمبر 2024.
ملاحظة: تشير الأعلام إلى المنتخب الوطني على النحو المحدد في قواعد الأهلية للفيفا. قد يحمل اللاعبون أكثر من جنسية واحدة غير تابعة للفيفا.
| الرقم | البلد           | المركز | اللاعب            |
| ----- | --------------- | ------ | ----------------- |
| 1     | السعودية        | حارس   | هبة أسعد          |
| 3     | البرازيل        | مدافع  | تواني ليموس       |
| 4     | السعودية        | مدافع  | دانة فلمبان       |
| 5     | السعودية        | مدافع  | دينا بكر          |
| 6     | السعودية        | وسط    | وجود الحارثي      |
| 7     | البوسنة والهرسك | وسط    | سلمى كابيتانوفيتش |
| 8     | البرازيل        | مهاجم  | جين ليمكي         |
| 9     | السعودية        | مهاجم  | شيماء محمود       |
| 11    | السعودية        | مهاجم  | هبة بخاري         |
| 12    | السعودية        | مهاجم  | غالية بن لادن     |
| 17    | السعودية        | مهاجم  | نورس الخالدي      |

| الرقم | البلد           | المركز | اللاعب               |
| ----- | --------------- | ------ | -------------------- |
| 18    | اليمن           | وسط    | هديل جهران           |
| 19    | السعودية        | وسط    | مريم التميمي         |
| 20    | السعودية        | وسط    | نادية الضيدان        |
| 21    | كرواتيا         | وسط    | فاتجيسا جيجولاج      |
| 22    | السعودية        | مدافع  | لمى عبد الله         |
| 25    | مصر             | حارس   | تسنيم أحمد           |
| 26    | البوسنة والهرسك | وسط    | ميليسا حسن بيجوفيتش ‏ |
| 86    | فرنسا           | حارس   | سارة بوحدي           |
| 91    | السعودية        | مدافع  | رغد حلمي             |
|       | ساحل العاج      | مهاجم  | أنجي نغيسان ‏         |

## الطاقم الفني والإداري
| المنصب                   | الاسم                |
| ------------------------ | -------------------- |
| المدير الفني             | راي فاروجيا          |
| مساعد المدرب             | براين بارتولو        |
| مساعد المدرب             | Wilco van Buuren     |
| مساعد المدرب             | ندى عبد الله         |
| مدرب حراس المرمى         | ميغيل أنجيلو مينيزيس |
| مدرب اللياقة البدنية     | بيثاني تيسترو        |
| محلل الفيديو             | سيرجيو بولبواكا      |
| رئيس وحدة العلاج الطبيعي | رودريغو مارتين بايزا |
| أخصائي العلاج الطبيعي    | مروة الأطروسي        |

آخر تحديث: November 7, 2024
المصدر: العلا

## السجلات والإحصائيات

### سجل المنافسات
أداء العلا في المواسم المكتملة:
| الموسم  | الدرجة | المركز | لعب | فاز | تعادل | خسر | له | عليه | الهداف            | كأس الاتحاد السعودي للسيدات |
| ------- | ------ | ------ | --- | --- | ----- | --- | -- | ---- | ----------------- | --------------------------- |
| 2023–24 | 1. د   | الأول  | 12  | 9   | 3     | 0   | 73 | 3    | سلمى كابيتانوفيتش | N/A                         |

## الإنجازات
- الدوري السعودي الدرجة الأولى للسيدات (المستوى الثاني):
  - البطل (1): 2023–24

## وصلات خارجية
- Al-Ula on Player Maker Stats